# Награда Милош Н. Ђурић
Награда Милош Н. Ђурић је традиционална награда Удружења књижевних преводилаца Србије.

## Историја
Годишња награда за најбољи превод на српски језик дела из области поезије, прозе и хуманистике, основана 1968. у част једног од оснивача УКПС, класичара и хуманисте, професора Милоша Н. Ђурића. Досадашњи добитници су најугледнији посленици у струци. Жири, сачињен од 5 чланова, уручује награду (која се састоји од повеље и новчаног дела) на свечаности 7. децембра сваке године. Награде се уручују у Удружењу књижевних преводилаца Србије у Београду.

## Добитници
Досадашњи добитници су:
| година | жанр                | име и презиме                               | за превод дела                                                                     | са ког језика             |
| ------ | ------------------- | ------------------------------------------- | ---------------------------------------------------------------------------------- | ------------------------- |
| 1968.  |                     | Бранимир Живојиновић                        | Рајнер Марија Рилке: Лирика                                                        | немачки                   |
| 1969.  |                     | Драгослав Андрић                            | Огден Неш: Штихови                                                                 | енглески                  |
| 1970.  |                     | Љиљана Црепајац                             | Тацит: Анали                                                                       | латински                  |
| 1971.  |                     | Велимир Живојиновић Масука                  | Јохан Фридрих Шилер: Разбојници                                                    | немачки                   |
| 1971.  |                     | Коља Мићевић                                | Стефан Маларме: Песме                                                              | француски                 |
| 1972.  |                     | Мира Лалић                                  | Александар Солжењицин: Приповетке                                                  | руски                     |
| 1972.  |                     | Милован Данојлић                            | Јосиф Бродски: Станица у пустињи                                                   | руски                     |
| 1973.  |                     | Албин Вилхар                                | Диоген Лаертије: Животи и мишљења истакнутих филозофа                              | латински                  |
| 1973.  |                     | Никола Бертолино                            | Виктор Иго: Црна сунца                                                             | француски                 |
| 1974.  |                     | Иван Пудић                                  | Песма о Нибелунзима                                                                | немачки                   |
| 1974.  | поезија             | Ранка Куић                                  | Антологија енглеске романтичарске поезије                                          | енглески                  |
| 1975.  | проза               | Иванка Павловић                             | Маргерит Јурсенар: Црна мена                                                       | француски                 |
| 1975.  | поезија             | Ерос Секви                                  | Васко Попа: Песме                                                                  | са српског на италијански |
| 1976.  | проза               | Душан Милачић                               | Стендал: Записи једног путника                                                     | француски                 |
| 1976.  | поезија             | Стеван Раичковић                            | Словенске риме (избор и препев)                                                    | словеначки                |
| 1977.  | проза               | Александар Саша Петровић (преводилац)       | Џон Апдајк: Парови                                                                 | енглески                  |
| 1977.  | поезија             | Роксанда Његуш                              | Цирил Злобец: Крас                                                                 | словеначки                |
| 1978.  | поезија             | Иван В. Лалић                               | Томас Стернс Елиот: Изабране песме                                                 | енглески                  |
| 1978.  | есејистика          | Јелена Јелић и Бранко Јелић                 | Жан Дивињо: Социологија позоришта                                                  | словеначки                |
| 1979.  | проза               | Радмила Шалабалић                           | Аристофан: Жабе                                                                    | старогрчки                |
| 1979.  | поезија             | Ксенија Марицки Гађански                    | Антологија савремене грчке поезије                                                 | грчки                     |
| 1980.  |                     | награда није додељена                       |                                                                                    |                           |
| 1981.  | проза               | Петар Митропан                              | Владимир Галактионович Корољенко: Историја мог савременика                         | руски                     |
| 1981.  | поезија             | награда није додељена                       |                                                                                    |                           |
| 1982.  | проза               | Славољуб Ђинђић                             | Књига Деде Коркута                                                                 | турски                    |
| 1982.  | есејистика          | Светозар Игњачевић                          | Мари Кригер: Теорија критике                                                       | енглески                  |
| 1983.  | поезија             | Радивоје Константиновић                     | Хорхе Луис Борхес: Изабране песме                                                  | шпански                   |
| 1983.  | проза               | Еуген Вербер                                | Кумрански рукописи                                                                 | хебрејски/арамејски       |
| 1984.  | поезија             | Борис Хлебец                                | Џефри Чосер: Кантерберијске приче                                                  | средњоенглески            |
| 1984.  | проза               | Миливоје Јовановић                          | Борис Пиљњак: Санкт Петербург и друге приче                                        | руски                     |
| 1985.  | есејистика          | Глигорије Ерњаковић                         | Феликс Каниц: Србија, земља и становништво – од римског доба до краја 19. века     | немачки                   |
| 1985.  | поезија             | Адам Пуслојић                               | Никита Станеску: Једино мој живот                                                  | румунски                  |
| 1986.  | поезија             | Бранислав Прелевић                          | Октавио Паз: Химна међу рушевинама                                                 | шпански                   |
| 1986.  | есејистика          | Олга Кострешевић                            | Ернст Касирер: Филозофија симболичких облика                                       | немачки                   |
| 1987.  | проза               | Југана Стојановић                           | Дино Буцати: Једна љубав                                                           | италијански               |
| 1987.  | поезија             | Кринка Видаковић Петров                     | Рафаел Алберти: Изабране песме                                                     | италијански               |
| 1988.  | проза               | Иван Димић                                  | Клод Симон: Георгике                                                               | француски                 |
| 1988.  | поезија             | Марија Митровић                             | Дане Зајц: Заклињања                                                               | словеначки                |
| 1988.  | посебно признање    | Десанка Максимовић                          | Прва љубав (шест руских песника)                                                   |                           |
| 1989.  | проза               | Дринка Гојковић                             | Георг Бихнер: Целокупна дела                                                       | немачки                   |
| 1989.  | поезија             | Милован Ђилас                               | Џон Милтон: Изгубљени рај                                                          | енглески                  |
| 1990.  | поезија             | Мирјана Вукмировић                          | Блез Сандрар: Из целог света у срце света                                          | француски                 |
| 1990.  | поезија             | Милица Николић                              | Марина Цветајева: Песме и поеме                                                    | руски                     |
| 1991.  | проза               | Томислав Бекић                              | Томас Ман: Јосиф и његова браћа                                                    | немачки                   |
| 1991.  | поезија             | Тодор Тошић                                 | Антологија енглеских и шкотских народних балада                                    | енглески                  |
| 1992.  | проза               | Гордана Б. Тодоровић                        | Казуо Ишигуро: Сликар пролазног света                                              | енглески                  |
| 1992.  | поезија             | Владимир Јагличић                           | Николај Гумиљов: Ломача                                                            | руски                     |
| 1993.  | поезија             | Срба Митровић                               | Антологија енглеске поезије 1945–1990                                              | енглески                  |
| 1993.  | есејистика          | Јелена Стакић                               | Жил Липовецки: Царство пролазног; Жак Брил: Лилит или мрачна мајка                 | француски                 |
| 1994.  | проза               | Ивана Ђорђевић                              | Џулијан Барнс: Историја света у 10½ поглавља                                       | енглески                  |
| 1994.  | поезија             | Владимир Пиштало                            | Чарлс Симић: Хотел Несаница                                                        | енглески                  |
| 1994.  | есејистика          | Светлана Стојановић                         | Жан Пијаже: Увод у генетичку епистемологију                                        | француски                 |
| 1994.  | есејистика          | Сава Бабић                                  | Бела Хамваш:                                                                       | мађарски                  |
| 1995.  | проза               | Лидија Суботин                              | Александар Битов: Пушкински дом                                                    | руски                     |
| 1995.  | проза               | Елизабет Васиљевић                          | Умберто Еко: Острво дана пређашњег                                                 | италијански               |
| 1995.  | поезија             | Радослав Миросављев                         | Кад речи процветају                                                                | санскрит                  |
| 1995.  | есејистика          | Перо Мужијевић                              | Бенедето Кроче: Поезија: увод у критику и историју поезије и литературе            | италијански               |
| 1996.  | проза               | Раша Секуловић                              | Исак Башевис Сингер: Замак; Салман Рушди: Мавров последњи уздах                    | енглески                  |
| 1996.  | поезија             | Јасмина Нешковић                            | Фернандо Песоа: Познати странац                                                    | португалски               |
| 1996.  | есејистика          | Мира Вуковић                                | Марсел Ремон и Жорж Пуле: Преписка 1950–1977                                       | француски                 |
| 1997.  | проза               | Радмила Мечанин                             | Сергеј Довлатов: Кофер. Странкиња                                                  | руски                     |
| 1997.  | проза               | Ивана Пауновић и Зоран Пауновић             | Вилијам Тревор: Фелисијино путовање                                                | енглески                  |
| 1997.  | есејистика          | Јелена Новаковић                            | Жорж Димезил: Древна римска религија                                               | француски                 |
| 1997.  | есејистика          | Ана А. Јовановић                            | Мишел Фуко: Надзирати и кажњавати                                                  | француски                 |
| 1998.  | поезија             | Ирена Грицкат                               | Из поезије руског 19. века                                                         | руски                     |
| 1998.  | есејистика          | Славица Милетић                             | Жил Делез и Феликс Гатари: Кафка                                                   | француски                 |
| 1999.  | проза               | Борислав Радовић                            | Оноре де Балзак: Луј Ламбер                                                        | француски                 |
| 1999.  | поезија             | Миодраг Сибиновић                           | Ана Ахматова: Песме, поеме и есеји                                                 | руски                     |
| 1999.  | есејистика          | Божидар Зец                                 | Мартин Хајдегер: Предавања и расправе                                              | немачки                   |
| 2000.  | проза               | Новица Антић                                | Гвоздени век: савремена руска драма                                                | руски                     |
| 2000.  | поезија             | Вера Хорват                                 | Виктор Соснора: Повратак мору                                                      | руски                     |
| 2001.  | проза               | Љубица Росић                                | Кшиштоф Кјешловски и Кшиштоф Пјесјевич: Десет Божјих заповести                     | пољски                    |
| 2001.  | поезија             | Јован Христић                               | Рене Шар: Бес и тајанство                                                          | француски                 |
| 2001.  | есејистика          | Биљана Буквић                               | Мануел де Фаља: Записи о музици и музичарима                                       | шпански                   |
| 2001.  | есејистика          | Александра Манчић                           | Мигел де Молинос: Духовни водич                                                    | шпански                   |
| 2002.  | проза               | Арпад Вицко                                 | Ђерђ Конрад: Мелинда и Драгоман                                                    | мађарски                  |
| 2002.  | поезија             | Душко Паунковић                             | Владислав Ходасевич: Путем зрна                                                    | руски                     |
| 2002.  | есејистика          | Александра Бајазетов Вучен                  | Алаида Асман: Рад на националном памћењу                                           | немачки                   |
| 2003.  | проза               | Аријана Божовић                             | Ијан Макјуан: Искупљење                                                            | енглески                  |
| 2003.  | есејистика          | Слободанка Глишић                           | Стенли Коен: Стање порицања                                                        | енглески                  |
| 2003.  | поезија             | није додељена                               |                                                                                    |                           |
| 2004.  | проза               | Ана Моралић                                 | Жан Руо: Поља части                                                                | француски                 |
| 2004.  | проза               | Иван Пановић                                | Орхан Памук: Нови живот                                                            | турски                    |
| 2004.  | есејистика          | Драгиња Рамадански                          | Александар Генис: Сточићу, постави се                                              | руски                     |
| 2004.  | поезија             | није додељена                               |                                                                                    |                           |
| 2005.  | есејистика          | Веселин Костић                              | Кетрин Вердери: Шта је био социјализам и шта долази после њега?                    | енглески                  |
| 2005.  | проза               | није додељена                               |                                                                                    |                           |
| 2005.  | поезија             | није додељена                               |                                                                                    |                           |
| 2006.  | проза               | Мирјана Павловић                            | Су Тонг: Бину                                                                      | кинески                   |
| 2006.  | есејистика          | Слободан Благојевић                         | Аристотел: Физика                                                                  | старогрчки                |
| 2006.  | поезија             | није додељена                               |                                                                                    |                           |
| 2007.  | проза               | Ана Србиновић                               | Итало Калвино: Наши преци                                                          | италијански               |
| 2007.  | поезија             | Петру Крду                                  | Никита Станеску: Муња и хладноћа                                                   | румунски                  |
| 2007.  | есејистика          | Неда Николић Бобић                          | Јосиф Бродски: Туга и разум                                                        | руски                     |
| 2008.  | проза               | Душко Паунковић                             | Константин Леонтјев: Подлипке, У завичају, Други брак                              | руски                     |
| 2008.  | поезија             | Милана Пилетић                              | Микеланђело Буонароти: Уживам у сну, у камену више                                 | италијански               |
| 2008.  | књижевна есејистика | Дринка Гојковић                             | Харолд Вајнрих: Лета. Уметност и критика заборава                                  | немачки                   |
| 2009.  | проза               | Споменка Крајчевић                          | Винфрид Георг Зебалд: Аустерлиц                                                    | немачки                   |
| 2009.  | поезија             | Дејан Илић                                  | Филип Жакоте: Кукувија неук                                                        | француски                 |
| 2009.  | хуманистика         | Милан Брдар                                 | Талкот Парсонс: Друштвени систем и други огледи                                    | енглески                  |
| 2010.  | проза               | Ђорђе Томић                                 | Вилијам Бароуз: Градови црвене ноћи                                                | енглески                  |
| 2010.  | поезија             | Никола Бертолино                            | Виктор Иго: Бог                                                                    | француски                 |
| 2010.  | есејистика          | Мирослава Смиљанић Спасић                   | Марион Вудман: Порок савршености                                                   | енглески                  |
| 2011.  | поезија             | Драган Пурешић                              | Поезија енглеског романтизма: Блејк, Бернс, Вордсворт, Колдриџ, Бајрон, Шели, Китс | енглески                  |
| 2011.  | проза               | Мирела Радосављевић, Александар Леви        | Умберто Еко: Прашко гробље                                                         | италијански               |
| 2011.  | хуманистика         | Живојин Бата Кара-Пешић                     | Ендру Бенџамин: Филозофија архитектуре                                             | енглески                  |
| 2012.  | проза               | Љубинка Милинчић                            | Михаил Шишкин: Писмовник                                                           | руски                     |
| 2012.  | поезија             | Бојан Белић                                 | Вилијам Блејк: Острво на месецу                                                    | енглески                  |
| 2012.  | хуманистика         | Иван Вуковић                                | Рене Декарт: Метафизичке медитације                                                | француски                 |
| 2013.  | проза               | Српко Лештарић                              | Нагиб Махфуз: Деца наше улице                                                      | арапски                   |
| 2013.  | поезија             | није додељена                               |                                                                                    |                           |
| 2013.  | хуманистика         | Мирјана Грбић                               | Михаил Бахтин: Естетика језичког стваралаштва                                      | руски                     |
| 2014.  | проза               | Мелита Лого Милутиновић                     | Жером Ферари: Беседа о паду Рима                                                   | француски                 |
| 2014.  | поезија             | Марјанца Пакиж                              | Публије Вергилије Марон: Енеида                                                    | латински                  |
| 2014.  | хуманистика         | Зорислав Паунковић                          | Јуриј Лотман, Јуриј Цивјан: Дијалог са екраном                                     | руски                     |
| 2015.  | проза               | Радош Косовић                               | Мерете Линстрем: Дани у повести тишине                                             | норвешки                  |
| 2015.  | поезија             | Ален Бешић                                  | Тони Хогланд: Немој рећи никоме                                                    | енглески                  |
| 2015.  | хуманистика         | Мирјана Миочиновић                          | Жан-Пјер Саразак: Поетика модерне драме                                            | француски                 |
| 2016.  | проза               | Тамина Шоп                                  | Антонио Лобо Антунеш: Приручник за инквизиторе                                     | португалски               |
| 2016.  | поезија             | Стеван Тонтић                               | Петер Хухел: Теофрастов врт                                                        | немачки                   |
| 2016.  | хуманистика         | Татјана Ђурин                               | Гргур Турски: Историја Франака                                                     | латински                  |
| 2017.  | проза               | Сања Карановић                              | Томас Бернхард: Коректура                                                          | немачки                   |
| 2017.  | поезија             | Владимир Бошковић                           | Одисеј Елитис: Достојно јест                                                       | грчки                     |
| 2017.  | хуманистика         | Оља Петронић                                | Пјер Адо: Унутрашња тврђава                                                        | француски                 |
| 2021.  | проза               | Маја Анастасијевић                          | Регина Шер: Бог станује у Ведингу                                                  | немачки                   |
| 2021.  | поезија             | Владимир Д. Јанковић                        | Џ. Р. Р. Толкин: Берен и Лутијена                                                  | енглески                  |
| 2021.  | хуманистика         | Марина Адамовић Kуленовић                   | Kрис Викам: Наслеђе Рима. Европа и Медитеран 400. - 1000                           | енглески                  |
| 2022.  | проза               | Дејан Ацовић                                | Тит Макције Плаут: Седам комедија                                                  | латински                  |
| 2022.  | поезија             | Жељко Донић                                 | Антонио Маћадо: Соријска поља и друге песме                                        | шпански                   |
| 2022.  | хуманистика         | Сретен Стојановић                           | Хосе Ортега и Гасет: Социолошки списи                                              | кастиљански               |
| 2023.  | поезија             | Никола Матић                                | Оушн Вуонг: Ноћно небо са излазним ранама                                          | енглески                  |
| 2023.  | проза               | Јасмина Јовановић                           | Георги Господинов: Временско склониште                                             | бугарски                  |
| 2023.  | хуманистика         | Наталија Џакић                              | Клаудије Птолемеј: Математички систем (Алмагест)                                   | старогрчки                |
| 2024.  | хуманистика         | Сњежана Маринковић Србислава Вуков Симентић | Ањезе Гријеко: Атлас сирена                                                        | италијански               |
| 2024.  | проза               | Јелена Војиновић                            | Оливер Ловрански: Кад смо били млађи                                               | норвешки                  |
| 2024.  | поезија             | Марко Вуковић                               | Ингвил Луте: Што сам тако тужна кад сам тако слатка                                | норвешки                  |